# Polen Uslupehlivan
Polen Uslupehlivan, coniugata Ünver (Yüreğir, 27 agosto 1990), è un'ex pallavolista turca, nel ruolo di opposto.

## Biografia
Il 7 luglio 2018 sposa il pallavolista İzzet Ünver.

## Carriera

### Club
La carriera di Polen Uslupehlivan inizia quando nel 2005, all'età di quindici anni, entra a far parte del settore giovanile del VakıfBank GS, militandovi per tre annate. Nella stagione 2008-09 viene promossa in prima squadra, facendo il suo esordio da professionista in Voleybol 1. Ligi: resta in forza al club di Istanbul per un biennio, venendo poi ceduta nei campionati 2010-11 e 2011-12 in prestito al Nilüfer.
Nella stagione 2012-13 torna a vestire per un biennio la maglia dell'ora rinominato VakıfBank, aggiudicandosi due scudetti, due Coppe di Turchia, la Supercoppa turca 2013, la Champions League 2012-13 e il campionato mondiale per club 2013.
Nel campionato 2014-15 viene ingaggiata dal Fenerbahçe, dove milita per cinque annate e con cui conquista due scudetti, altrettante coppe nazionali e la Supercoppa turca 2015. Si trasferisce quindi nella stagione 2019-20 al neopromosso PTT, mentre nella stagione seguente passa al Türk Hava Yolları, dove chiude la sua carriera al termine dell'annata 2022-23.

### Nazionale
Nel 2008 fa parte della nazionale turca under 19 che vince la medaglia di bronzo al campionato europeo, mentre un anno dopo con la selezione Under 20 partecipa al campionato mondiale.
Dal 2009 viene convocata in nazionale maggiore, con cui due anni dopo conquista la medaglia d'argento alla European League e quella di bronzo al campionato europeo, mentre nel 2012 vince ancora un bronzo, questa volta al World Grand Prix, e partecipa ai Giochi della XXX Olimpiade di Londra.
Dopo aver vinto l'argento ai XVII Giochi del Mediterraneo, conquista l'oro all'European League 2014, seguito da un altro oro ai I Giochi europei e dal bronzo al campionato europeo 2017, dove indossa per l'ultima volta la maglia della nazionale.

## Palmarès

### Club
- Campionato turco: 4

2012-13, 2013-14, 2014-15, 2016-17
- Coppa di Turchia: 4

2012-13, 2013-14, 2014-15, 2016-17
- Supercoppa turca: 2

2013, 2015
- Campionato mondiale per club: 1

2013
- CEV Champions League: 1

2012-13

### Nazionale (competizioni minori)
- Campionato europeo under 19 2008
- European League 2011
- Giochi del Mediterraneo 2013
- European League 2014
- Montreux Volley Masters 2015
- Giochi europei 2015
- Montreux Volley Masters 2016